# Bernice Morgan
Bernice Morgan (ur. 8 lutego 1935 w St. John’s) – kanadyjska pisarka.
W 1995 otrzymała nagrodę Thomas Head Raddall Award (za powieść Waiting for Time). Jej powieść Random Passage doczekała się adaptacji telewizyjnej.

## Dzieła

### Powieści
- Random Passage (1992)
- Waiting for Time (1994)
- A World Elsewhere (2007)

### Zbiór opowiadań
- The Topography of Love (2000)